# Johann Nesenus
Johann Nesenus (* um 1550 in Bergen; † 1604 in Göttingen) war ein norwegischer Komponist, der in Deutschland tätig war.

## Wirken
Nesenius wirkte von 1595 bis 1597 als Kantor in Celle und ab 1598 in Göttingen.
Von ihm sind die Madrigale Ach, woher kumpt mein Hertze und Gott der Herr sprach erhalten. Die ersteres enthaltende Sammlung Liebgärtlein, gedruckt 1598 in Mühlhausen, hat sich nicht erhalten.
Johann Nesenus und Caspar Ecchienus sind die einzig bekannten norwegischen Komponisten aus dem 16. Jahrhundert.